# Anopheles costai
Anopheles costai är en tvåvingeart som beskrevs av Fonseca och Silva Ramos 1939. Anopheles costai ingår i släktet Anopheles och familjen stickmyggor. Inga underarter finns listade i Catalogue of Life.